# Ramón Mifflin
Ramón Antonio Mifflin Páez (Lima, 1947. április 5. –) válogatott perui labdarúgó, középpályás, edző.

## Pályafutása

### Klubcsapatban
1963–64-ben a Centro Iqueño, 1965 és 1967 között a Defensor Arica, 1968 és 1973 között a Sporting Cristal labdarúgója volt. 1973-ban az argentin Racing Club, 1974–75-ben a brazil Santos, 1976–77-ben az amerikai Cosmos, 1978-ban a Los Angeles Aztecs csapatában szerepelt. 1978–79-ben ismét a Sporting Cristal játékosa volt. 1981-ben a kolumbiai Independiente Santa Fe csapatában fejezte be az aktív labdarúgást. A Sportinggal négy perui, a Cosmos-szal egy amerikai bajnokságot nyert.

### A válogatottban
1966 és 1973 között 44 alkalommal szerepelt a perui válogatottban. Tagja volt az 1970-es mexikói világbajnokságon résztvevő csapatnak.

### Edzőként
A Carlos A. Mannucci, a Sport Boys, a Juan Aurich és a Coopsol vezetőedzőjeként tevékenykedett.

## Sikerei, díjai
Sporting Cristal
- Perui bajnokság
  - bajnok (4): 1968, 1970, 1972, 1979

 New York Cosmos
- Amerikai bajnokság (NASL)
  - bajnok: 1977